# Francisco Javier Mina
Francisco Javier Mina (Otao, 1º luglio 1789 – Fuerte de los Remedios, 11 novembre 1817) è stato un avvocato e militare spagnolo che in seguito divenne una figura rivoluzionaria messicana.

## Biografia
Francisco Mina nacque ad Otao, in Navarra, da Juan Mina, un ricco agricoltore, e da Maria Lerrea. Mentre visse con gli zii Clemente e Simona Espoz a Pamplona, Mina studiò latino, matematica e scienze umanistiche presso il locale seminario. All'età di 18 anni lasciò Otao per continuare gli studi a Saragozza, dove intraprese gli studi di legge presso l'università.
All'inizio del 1808, durante la guerra d'indipendenza spagnola, la Spagna era occupata dalle truppe francesi, il che portò Mina a fuggire tra le colline e le foreste della sua regione natale. Qui organizzò un gruppo di guerriglia formato da dieci uomini. Sotto la sua guida, in poco tempo divennero oltre 200. Mina organizzò raid contro i francesi riuscendo a recuperare armi, munizioni e cavalli. Queste nuove risorse permisero a Mina di allargare il proprio piccolo esercito fino a 1200 unità di fanti e 150 a cavallo. Grazie alla nuova potenza di fuoco, iniziò ad aumentare la portata dei propri assalti. Mina fu catturato nel marzo 1810 e rinchiuso presso la prigione di Vincennes in Francia. Fu liberato nell'aprile del 1814, in contemporanea al collasso del governo di Napoleone Bonaparte.
Al ritorno in Spagna fu nominato colonnello degli Ussari della Navarra da re Ferdinando VII. Nonostante questo Mina non aveva particolari simpatie per il re, avendo questi abolito il governo democratico costituito con la Costituzione del 1812. Dopo un fallimentare tentativo di colpo di Stato, Mina fuggì in Francia, da Baiona si trasferì in Inghilterra dove conobbe Servando Teresa de Mier.
Servando Teresa de Mier lo convinse a combattere l'assolutismo monarchico di Ferdinando VII nelle sue colonie.
Nel maggio 1816, 20 ufficiali spagnoli ed un italiano, con un equipaggio inglese, salparono da Liverpool.
Mina navigò su due diverse navi. Lui e la sua ciurma partirono da Baltimora verso Port-au-Prince, e da qui a Galveston dove giunsero il 24 novembre 1816. In seguito si trasferì in Messico. Nell'aprile 1817 Mina raggruppò circa 250 uomini salpando verso sud, in navi fornite da Louis-Michel Aury. Giunsero a Soto la Marina, Tamaulipas. Il suo piano era quello di unirsi ai rivoluzionari del Messico meridionale guidati da Guadalupe Victoria e da altri.
Mina diede il via ad un periodo della guerra d'indipendenza del Messico nota come guerra di resistenza. Il 24 maggio 1817 Mina partì dalla sua base con 300 uomini, giungendo fino a Fuerte del Sombrero, una fortificazione difesa da Pedro Moreno. Mina pubblicò una lettera in cui spiegava che stava combattendo la tirannia del re, e non l'impero spagnolo.
Il 1º agosto il maresciallo Pascual Liñán giunse al forte con un potente esercito, e Mina fuggì a Fuerte de los Remedios per aiutare José Antonio Torres.
Nell'ottobre del 1817 Mina fu catturato e Pedro Moreno fu ucciso presso il ranch El Venadito. Il prigioniero fu presentato al colonnello Orrantia, che lo accompagnò fino a Silao. Alcuni giorni dopo Mina fu mandato da Pascual Liñán. L'11 novembre 1817 fu giustiziato tramite fucilazione su una collina nei pressi della regione di Fuerte de los Remedios, nella Sierra de Pénjamo, dal battaglione Saragozza.

## Retaggio
Non va confuso con lo zio Francisco Espoz y Mina, noto anche come Mina il Vecchio, mentre Javier è Mina il Giovane. Mina, una municipalità dello stato messicano nordorientale di Nuevo León, un tempo nota come San Francisco de Cañas, prese il suo nome il 31 marzo 1851. L'Aeroporto internazionale General Francisco Javier Mina (IATA: TAM, ICAO: MMTM) è un aeroporto internazionale situato a Tampico.